# Love and the Sewing Machine
Love and the Sewing Machine è un cortometraggio muto del 1911 diretto da Lewin Fitzhamon.

## Trama
Un venditore di macchine da cucire si innamora della figlia di un ubriacone.

## Produzione
Il film fu prodotto dalla Hepworth.

## Distribuzione
Distribuito dalla Hepworth, il film - un cortometraggio di 206 metri - uscì nelle sale cinematografiche britanniche nell'ottobre 1911.
Si conoscono pochi dati del film che, prodotto dalla Hepworth, fu distrutto nel 1924 dallo stesso produttore, Cecil M. Hepworth. Fallito, in gravissime difficoltà finanziarie, il produttore pensò in questo modo di poter almeno recuperare il nitrato d'argento della pellicola.